# Sideromelana
Sideromelana és el vidre volcànic de composició basàltica. En làmina prima sol tenir aspecte homogeni, de color clar, isotròpic i de superfície suau. La sideromelana pot alterar-se transformant-se en palagonita, incorporant en el procés aigua.